# Maîche
Maîche je naselje in občina v francoskem departmaju Doubs regije Franche-Comté. Leta 2007 je naselje imelo 4.076 prebivalcev.

## Geografija
Kraj leži v pokrajini Franche-Comté v bližini meje s Švico, 41 km južno od Montbéliarda.

## Uprava
Maîche je sedež istoimenskega kantona, v katerega so poleg njegove vključene še občine Battenans-Varin, Belfays, Belleherbe, Les Bréseux, Cernay-l'Église, Charmauvillers, Charmoille, Charquemont, Cour-Saint-Maurice, Damprichard, Les Écorces, Ferrières-le-Lac, Fessevillers, Fournet-Blancheroche, Frambouhans, Goumois, La Grange, Mancenans-Lizerne, Mont-de-Vougney, Orgeans-Blanchefontaine, Provenchère, Thiébouhans, Trévillers, Urtière, Vaucluse in Vauclusotte s 13.584 prebivalci.
Kanton Maîche je sestavni del okrožja Montbéliard.

## Zanimivosti
- neoklasicistični dvorec Château Montalembert s francoskim vrtom, iz leta 1524;

## Pobratena mesta
- Kressbronn am Bodensee (Baden-Württemberg, Nemčija),
- Ondougou (Mali).